# Real spaniol

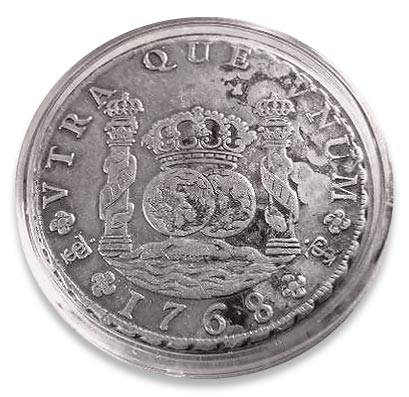
Real de argint colonial spaniol bătut în casa monedei din Potosí, Peru-ul de Sus, azi în Bolivia, în 1768. În centru, se pot vedea gravate coroana regală deasupra celor două emisfere ale Pământului, sprijinite de coloanele lui Hercule.

Realul spaniol (plural: reali) este o monedă din argint de 3,35 grame, care a început să circule în Castilia, în secolul al XIV-lea și care a constituit baza sistemului monetar spaniol până la mijlocul secolului al XIX-lea. Începând cu 1497, a avut valoarea de 34 de maravedí. În epoca lui Filip al II-lea, schimbul era de 1 real de argint pentru 34 de maravedeis și un escudo din aur pentru 16 reali din argint.
Multiplii realului erau monedele de 2 reali, 4 reali, precum și moneda de 8 reali, faimoasa, în spaniolă real de a ocho.